# Nuotkari
Nuotkari är en ö i Finland. Den ligger i Skärgårdshavet och i kommunen Gustavs i den ekonomiska regionen  Nystadsregionen i landskapet Egentliga Finland, i den sydvästra delen av landet. Ön ligger omkring 52 kilometer väster om Åbo och omkring 200 kilometer väster om Helsingfors.
Öns area är 2 hektar och dess största längd är 330 meter i nord-sydlig riktning.